# Рафиков, Алимджон Кяшафович
Алимджон Кяшафович Рафиков (30 апреля 1962, Душанбе, Таджикская ССР, СССР) — советский футболист, защитник. Мастер спорта СССР (1988).

## Биография
По национальности — татарин.
Начинал играть в 1983 году в «Пахтакоре» (Курган-Тюбе). Состоял в ВЛКСМ. В 1984—1985 играл в первой лиге за «Памир» (Душанбе), а в 1986—1988 — в высшей лиге чемпионата СССР по футболу за «Кайрат» (Алма-Ата). В составе «Кайрата» обладатель Кубка Федерации футбола СССР (1988).
В 1989 году, после вылета «Кайрата» из высшей лиги, вернулся в «Памир». В 1992 перешёл играть в «Зенит» (Санкт-Петербург). В 1993—1995 играл за «КАМАЗ». За трансфер Рафикова в «КАМАЗ» «Зенит» получил в придачу две автомашины «Ока».
С 1999 года — на тренерской работе.
Окончил московскую Высшую школу тренеров с красным дипломом и имеет тренерскую лицензию категории «В». Тренировал команды «Турбина» (Набережные Челны), «Алнас» (Альметьевск), «КАМАЗ» и «Рубин» (Казань), юноши 1993 г.р.. Входил в тренерский штаб команды «Родник» из станицы Алексеевская, участвовавшей в первенстве России среди ЛФК.
В июле 2010 был назначен главным тренером душанбинской команды «Истиклол». По итогам сезона команда выиграла чемпионат Таджикистана и Кубок Таджикистана.
В конце августа 2011 г. был назначен и.о. главного тренера сборной Таджикистана.

## Семья
Сын Руслан — футболист.